# Prays parilis
Prays parilis là một loài bướm đêm thuộc họ Yponomeutidae. Nó được tìm thấy ở Úc (New South Wales và Queensland), New Zealand và quần đảo Cook.
Ấu trùng ăn hoa của cây chanh và có thể khiến quả bị méo hoặc hỏng. Ấu trùng màu nâu đỏ hoặc nâu vàng và có độ dài 10 mm.